# Пархоменко, Константин Андреевич
Константин Андреевич Пархоменко (укр. Костянтин Андрійович Пархоменко; род. 25 мая 1991, Одесса) — украинский футболист, полузащитник

## Игровая карьера
Родился в Одессе в семье футболиста Андрея Пархоменко. Воспитанник ДЮФК им. Беланова. Первый тренер — Сергей Павлович Малюта. В первенстве ДЮФЛ Украины провёл 28 матчей за одесские «Авангард-Промрынок 7 км» (2004/05) и ДЮСШ-9 (2005/06).
Дебютировал в профессиональном футболе под руководством отца в южносахалинском «Сахалине» (3-я лига) в 2006 году. Вышел с этой командой во вторую российскую лигу.
В сезоне-2008/09 играл за дубль киевского «Динамо», после чего перешёл в овидиопольский «Днестр».
Весной 2011 года сыграл за ПФК «Александрия» 11 матчей, выиграв золотые медали первой лиги. С лета 2011 года — в ФК «Одесса», а с 2015 года — в зарянских «Балканах».
В составе студенческой сборной Украины выступал на Универсиаде 2017 года.

## Достижения
- Победитель чемпионата Украины среди команд первой лиги: 2010/11.
- Двукратный чемпион Украины среди любителей: 2015, 2016.
- Финалист Кубка Украины среди любителей: 2015.